# San Luis (Agusan del Sur)
San Luis  (cebuano: Lungsod sa San Luis  - Municipality of San Luis )  es un municipio filipino de primera categoría, situado en la parte nordeste de la isla de Mindanao. Forma parte de  la provincia de Agusan del Sur situada en la Región Administrativa de Caraga, también denominada Región XIII. Para las elecciones está encuadrado en el Primer Distrito Electoral.

## Geografía
Municipio situado en el centro y al oeste de la provincia, limítrofe con la de Bukidnon, en la margen izquierda del río Agusan.
Su término linda al norte con el municipio de La Esperanza; al sur con el de La Paz; al este con los de San Francisco y de Talacogon; y al oeste con la mencionada provincia de Budkidnon, ciudad de Malaybalay.

### Barangays
El municipio  de San Luis se divide, a los efectos administrativos, en 25 barangayes o barrios, conforme a la siguiente relación:
| - Anislagan - Baylo - Coalición - Culi - Nuevo Trabajo - Población | - Santa Inés - Balit - Binicalán - Cecilia - Dimasalang - Don Alejandro | - Don Pedro - Doña Flavia - Mahagsay - Mahapag - Mahayahay - Muritula | - Policarpo - San Isidro - San Pedro - Santa Rita - Santiago - Wegguam - Doña Máxima |  |

## Historia
El actual territorio de Agusan del Sur fue parte de la provincia de Caraga durante la mayor parte del período español.
Así, a principios del siglo XX la isla de Mindanao se hallaba dividida en siete distritos o provincias.
El Distrito 3º de Surigao, llamado hasta 1858  provincia de Caraga,  tenía por capital el pueblo de Surigao e incluía la  Comandancia de Butuan.
Pertenecen a esta Comandancia  además de Mainit y sus visitas, todos los pueblos y visitas respectivas situados á orillas del río Agusan, entre los cuales se encontraba Talacogon de 8,560 habitantes, con las visitas de La Paz, Sagunto, Asunción, San Luis, Guadalupe y Santa Inés; 
En 1914, durante la ocupación estadounidense de Filipinas,  fue creada la provincia de Agusan. San Luis fue uno de sus municipios.
El 17 de junio de 1967 la provincia se divide en dos, pasando San Luis a formar parte de la de Agusan del Sur.

## Fiestas
- San Luis Gonzaga, fiesta patronal que se celebra el 20 de diciembre.